# Miel vert
Pour les articles homonymes, voir Miel Vert.
Miel de tan rouge

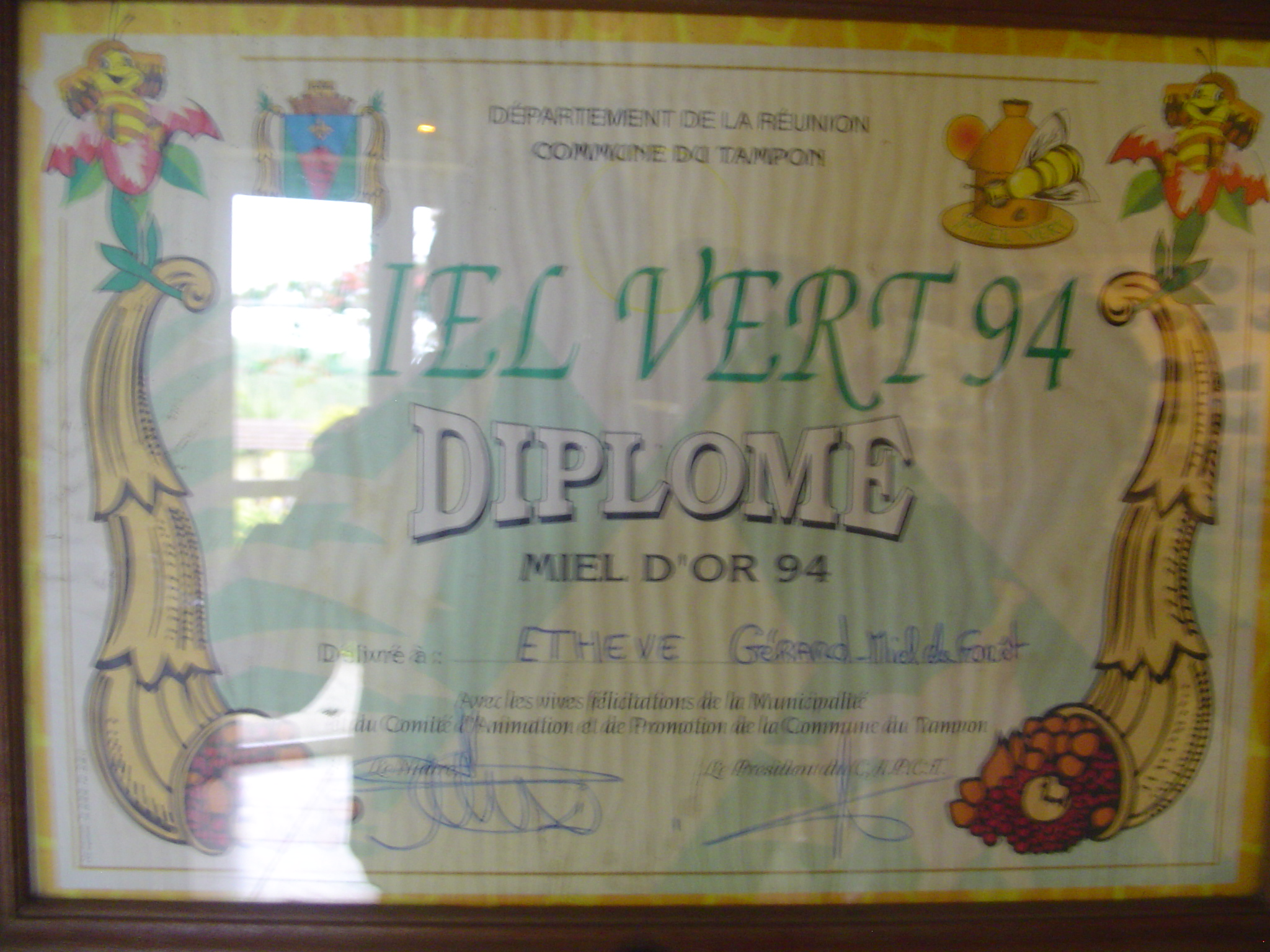
Diplôme du meilleur miel Vert obtenu à la foire agricole du même nom en 1994.

Le miel vert est le miel résultant de la pollinisation des fleurs du tan rouge, un arbre membre de la flore endémique des Mascareignes. À La Réunion, où une petite production existe, il est considéré comme un produit d'exception. Il y a donné son nom à l'une des plus importantes foires agricoles de l'île, Miel Vert, organisée chaque année au Tampon depuis 1984.
Dès 1963, le miel vert avait déjà inspiré le titre d'un recueil de poèmes du poète réunionnais Jean Albany.